# ريناتو البرتي
ريناتو البرتي (بالإيطالية: Renato Alberti)‏ (4 أبريل 1936 إيطاليا - ) هو لاعب كرة قدم إيطالي، يلعب كمدافع، ولعب 116 مباراة.

## مسيرته

### مسيرته مع الأندية
- 1956 - 1961 لعب مع ايه إس دي سامبينديتيس كالتشيو [الإنجليزية]‏ 68 مباراة.
- 1961 - 1965 لعب مع نادي كاتانيا 48 مباراة.